# Тыбура, Марчин
Ма́рчин Тыбу́ра (пол. Marcin Tybura; 9 ноября 1985, Унеюв) — польский боец смешанного стиля, выступает на профессиональном уровне начиная с 2011 года. Известен по боям на турнирах бойцовских организаций UFC и M-1 Global, владел титулом чемпиона M-1 в тяжёлой весовой категории, победитель гран-при тяжеловесов. Занимает 7 строчку официального рейтинга UFC в тяжелом весе

## Биография
Марчин Тыбура родился 9 ноября 1985 года в городе Унеюве, Лодзинское воеводство. В детстве играл в волейбол, активно заниматься единоборствами начал только в возрасте восемнадцати лет, получив приглашение от случайно заметивших его тренеров — при этом сбросил вес со 130 до 110 кг. Выступал в смешанных единоборствах на любительском уровне, в конце 2000-х годов освоил бразильское джиу-джитсу, став победителем и призёром на нескольких турнирах в этом виде спорта, заслужил пурпурный пояс БДД.
Среди профессионалов дебютировал в MMA в 2011 году, в первых шести боях, проведённых под эгидой различных польских промоушенов, одержал уверенные победы, в результате чего привлёк к себе внимание специалистов и вскоре подписал долгосрочный контракт с крупнейшей европейской бойцовской организацией M-1 Global.
В 2013 году присоединился к гран-при тяжеловесов M-1 Challenge в качестве резервного запасного бойца, победив в резервном бою россиянина Дениса Комкина. На стадии полуфиналов заменил травмировавшегося Магомеда Маликова, вместо него вышел на бой против француза Шабан Ка и одержал победу техническим нокаутом в первом же раунде. В решающем финальном поединке встретился с представителем Латвии Константином Глуховым и в концовке первого раунда победил его удушающим приёмом сзади.
Будучи победителем гран-при и выиграв ещё один дополнительный бой против хорвата Маро Перака, Марчин Тыбура удостоился права оспорить титул чемпиона M-1 в тяжёлом весе, который на тот момент принадлежал его соотечественнику Дамиану Грабовскому. Их поединок состоялся в августе 2014 года в Санкт-Петербурге, Грабовский не продержался и двух минут — в первом же раунде Тыбура применил на нём удушающий приём «север-юг» и победил в результате сдачи, завоевав тем самым чемпионский пояс.
Первую защиту полученного титула Тыбура провёл в ноябре того же года в Пекине, удушающим приёмом сзади победил не проигрывавшего ранее представителя Эстонии Дениса Смолдарева.
В мае 2015 года встречался с немцем Штефаном Пютцем, чемпионом M-1 в полутяжёлой весовой категории, при этом чемпионские пояса ни того, ни другого бойца на кону не стояли. Первые два раунда прошли ровно, но в третьем Тыбура выглядел усталым, начал пропускать удары в клинче и в итоге из-за образовавшихся на его лице рассечений рефери принял решение остановить бой, засчитав технический нокаут. В октябре того же титула провёл вторую защиту титула M-1 Challenge с хорватом Анте Делия — уже в первом раунде в результате неудачного лоу-кика Делия сломал голень, и рефери остановил бой в связи с невозможностью продолжения поединка.

## Статистика ММА
| Боёв 36  | Побед 27 | Поражений 9 |
| -------- | -------- | ----------- |
| Нокаутом | 10       | 5           |
| Сдачей   | 7        | 1           |
| Решением | 10       | 3           |

| Результат | Рекорд | Соперник             | Способ                                   | Турнир                                    | Дата             | Раунд | Время | Место                    | Примечание                                     |
| --------- | ------ | -------------------- | ---------------------------------------- | ----------------------------------------- | ---------------- | ----- | ----- | ------------------------ | ---------------------------------------------- |
| Победа    | 27-9   | Мик Паркин           | Единогласное решение                     | UFC Fight Night: Эдвардс vs. Брэди        | 22 марта 2025    | 3     | 5:00  | Лондон, Англия           |                                                |
| Победа    | 26-9   | Джаната Диниз        | TKO (остановка врачом)                   | UFC 309                                   | 16 ноября 2024   | 2     | 5:00  | Нью-Йорк, США            |                                                |
| Поражение | 25-9   | Сергей Спивак        | Сдача (Армбар)                           | UFC on ESPN: Тыбура vs. Спивак 2          | 10 августа 2024  | 1     | 1:44  | Лас-Вегас, США           |                                                |
| Победа    | 25-8   | Тай Туиваса          | Сдача (удушение сзади)                   | UFC Fight Night: Туиваса vs. Тыбура       | 16 марта 2024    | 1     | 4:08  | Лас-Вегас, США           | Выступление вечера (4)                         |
| Поражение | 24-8   | Том Аспиналл         | Технический нокаут (удары)               | UFC Fight Night: Аспиналл vs. Тыбура      | 22 июля 2023     | 1     | 3:45  | Лондон, Англия           |                                                |
| Победа    | 24–7   | Благой Иванов        | Единогласное решение                     | UFC Fight Night: Льюис vs. Спивак         | 4 февраля 2023   | 3     | 5:00  | Лас-Вегас, США           |                                                |
| Победа    | 23-7   | Александр Романов    | Решение большинства                      | UFC 278                                   | 20 августа 2022  | 3     | 5:00  | Солт-Лейк-Сити, Юта, США |                                                |
| Поражение | 22-7   | Александр Волков     | Единогласное решение                     | UFC 267                                   | 30 октября 2021  | 3     | 5:00  | Абу-Даби, ОАЭ            |                                                |
| Победа    | 22–6   | Уолт Харрис          | Технический нокаут (удары)               | UFC Fight Night: Rozenstruik vs. Sakai    | 5 июня 2021      | 1     | 4:06  | Лас-Вегас, США           | Выступление вечера (3)                         |
| Победа    | 21-6   | Грег Харди           | Технический нокаут (удары)               | UFC Fight Night: Thompson vs. Neal        | 19 декабря 2020  | 2     | 4:31  | Лас-Вегас, США           | Выступление вечера (2)                         |
| Победа    | 20-6   | Бен Ротуэлл          | Единогласное решение                     | UFC Fight Night: Moraes vs. Sandhagen     | 11 октября 2020  | 3     | 5:00  | Абу-Даби, ОАЭ            |                                                |
| Победа    | 19-6   | Максим Гришин        | Единогласное решение                     | UFC 251                                   | 15 июля 2020     | 3     | 5:00  | Абу-Даби, ОАЭ            |                                                |
| Победа    | 18-6   | Сергей Спивак        | Единогласное решение                     | UFC Fight Night: Benavidez vs. Figueiredo | 29 февраля 2020  | 3     | 5:00  | Норфолк, США             |                                                |
| Поражение | 17-6   | Аугусто Сакаи        | Нокаут (удары руками)                    | UFC Fight Night: Cerrone vs. Gaethje      | 14 сентября 2019 | 1     | 0:59  | Ванкувер, Канада         |                                                |
| Поражение | 17-5   | Шамиль Абдурахимов   | Нокаут (удары руками)                    | UFC Fight Night: Overeem vs. Oleinik      | 20 апреля 2019   | 2     | 3:15  | Санкт-Петербург, Россия  |                                                |
| Победа    | 17-4   | Стефан Стрюве        | Единогласное решение                     | UFC Fight Night: Shogun vs. Smith         | 22 июля 2018     | 3     | 5:00  | Гамбург, Германия        |                                                |
| Поражение | 16-4   | Деррик Льюис         | Технический нокаут (удары руками)        | UFC Fight Night: Cowboy vs. Medeiros      | 18 февраля 2018  | 3     | 2:48  | Остин, США               |                                                |
| Поражение | 16-3   | Фабрисиу Вердум      | Единогласное решение                     | UFC Fight Night: Werdum vs. Tybura        | 19 ноября 2017   | 5     | 5:00  | Сидней, Австралия        |                                                |
| Победа    | 16-2   | Андрей Орловский     | Единогласное решение                     | UFC Fight Night: Holm vs. Correia         | 17 июня 2017     | 3     | 5:00  | Калланг, Сингапур        |                                                |
| Победа    | 15-2   | Луис Энрике          | Технический нокаут (удары руками)        | UFC 209                                   | 4 марта 2017     | 3     | 3:46  | Лас-Вегас, США           |                                                |
| Победа    | 14-2   | Виктор Пешта         | Нокаут (ногой в голову)                  | UFC Fight Night: Rodríguez vs. Caceres    | 6 августа 2016   | 2     | 0:53  | Солт-Лейк-Сити, США      | Выступление вечера (1)                         |
| Поражение | 13-2   | Тимоти Джонсон       | Единогласное решение                     | UFC Fight Night: Rothwell vs. dos Santos  | 10 апреля 2016   | 3     | 5:00  | Загреб, Хорватия         | Дебют в UFC                                    |
| Победа    | 13-1   | Анте Делия           | Технический нокаут (перелом голени)      | M-1 Challenge 61 (вторая защита титула)   | 20 сентября 2015 | 1     | 1:21  | Назрань, Россия          | Защитил (2) титул чемпиона M-1 в тяжелом весе  |
| Поражение | 12-1   | Штефан Пютц          | Технический нокаут (остановка врачом)    | M-1 Challenge 57                          | 2 мая 2015       | 3     | 3:48  | Оренбург, Россия         | Не титульный бой                               |
| Победа    | 12-0   | Денис Смолдарев      | Сдача (удушение сзади)                   | M-1 Challenge 53                          | 25 ноября 2014   | 1     | 1:24  | Пекин, Китай             | Защитил (1) титул чемпиона M-1 в тяжелом весе  |
| Победа    | 11-0   | Дамиан Грабовский    | Сдача (север-юг)                         | M-1 Challenge 50                          | 15 августа 2014  | 1     | 1:28  | Санкт-Петербург, Россия  | Завоевал титул чемпиона M-1 в тяжелом весе     |
| Победа    | 10-0   | Маро Перак           | Технический нокаут (ударами руками)      | M-1 Challenge 47                          | 4 апреля 2014    | 3     | 3:26  | Оренбург, Россия         |                                                |
| Победа    | 9-0    | Константин Глухов    | Сдача (удушение сзади)                   | M-1 Challenge 42 (финал гран-при)         | 20 октября 2013  | 1     | 4:30  | Санкт-Петербург, Россия  |                                                |
| Победа    | 8-0    | Шабан Ка             | Технический нокаут (ударами руками)      | M-1 Challenge 41 (полуфинал гран-при)     | 21 августа 2013  | 1     | 2:05  | Санкт-Петербург, Россия  | Полуфинал Гран-при М-1 в тяжелом весе          |
| Победа    | 7-0    | Денис Комкин         | Технический нокаут (в результате отказа) | M-1 Challenge 37 (резервный бой гран-при) | 27 февраля 2013  | 1     | 5:00  | Оренбург, Россия         | Альтернативный бой Гран-при М-1 в тяжелом весе |
| Победа    | 6-0    | Кристиан Копытовский | Технический нокаут (в результате отказа) | Gladiator Arena 4                         | 8 декабря 2012   | 3     | 1:53  | Пыжице, Польша           |                                                |
| Победа    | 5-0    | Шимон Байор          | Раздельное решение                       | Prime FC 1 — Bajor vs. Tybura             | 1 июня 2012      | 3     | 3:00  | Мелец, Польша            |                                                |
| Победа    | 4-0    | Анджей Косецкий      | Сдача (удушение сзади)                   | Carphatian Primus Belt — Runda 2          | 24 февраля 2012  | 1     | 3:17  | Жешув, Польша            |                                                |
| Победа    | 3-0    | Станислав Слусакович | Сдача (рычаг локтя)                      | Carphatian Primus Belt — Runda 1          | 13 ноября 2011   | 1     | 3:20  | Жешув, Польша            |                                                |
| Победа    | 2-0    | Адам Вечорек         | Единогласное решение                     | Mistrzostwa Polski MMA — Finały           | 5 ноября 2011    | 2     | 5:00  | Хожув, Польша            |                                                |
| Победа    | 1-0    | Роберт Марцок        | Сдача (удушение сзади)                   | Mistrzostwa Polski MMA — Finały           | 5 ноября 2011    | 1     | 3:48  | Хожув, Польша            |                                                |